# Sandrose
«Sandrose» (Сендроуз) — французький рок-гурт напрямку симфонічний прогресивний рок. Гурт був утворений з чотирьох музикантів гурту Eden Rose, який теж записав один альбом у 1970. Порівняно з Eden Rose, відбулася лише одна зміна — приєднання до гурту співачки Rose Podwojny і це суттєво вплинуло на звук — зникла психоделічність і джазовість (за винятком «Underground Session»). Звук «Sandrose» м'який і разом з тим потужний, збудований довкола мелотрона та органа, а також твердої ритм-секції. Гурт випустив один альбом у 1972 році й розпався після лише кількох концертів на його підтримку.

## Альбом Sandrose, 1972

### Композиції
1 — Vision 5'22

2 — Never Good At Sayin' Goodbye 3'05

3 — Underground Session 11'05

4 — Old Dom Is Dead 4'38

5 — To Take Him Away 7'02

6 — Summer Is Yonder 4'46

7 — Metakara 3'22

8 — Fraulein Kommen Sie Schlafen Mit Mir 0'32
Загальний час звучання 39:52

### Музиканти
- Rose Podwojny — вокал
- Jean-Pierre Alarcen — гітара
- Christian Clairefond — бас-гітара
- Henri Garella — орган, мелотрон
- Michel Jullien — барабани, перкусія